# Хирабаяси, Тосио
Тосио Хирабаяси (яп. 平林 俊夫) — японский футболист. Выступал за сборную Японии.

## Клубная карьера
На протяжении своей футбольной карьеры выступал за клуб «Osaka Soccer Club».

## Карьера в сборной
В 1923 году Хирабаяси, Тосио был вызван в сборную Японии на Дальневосточные игры 1923. На этом турнире 23 мая он дебютировал против Филиппин. Всего он провёл за национальную команду два матча.